# 尼尼亚号

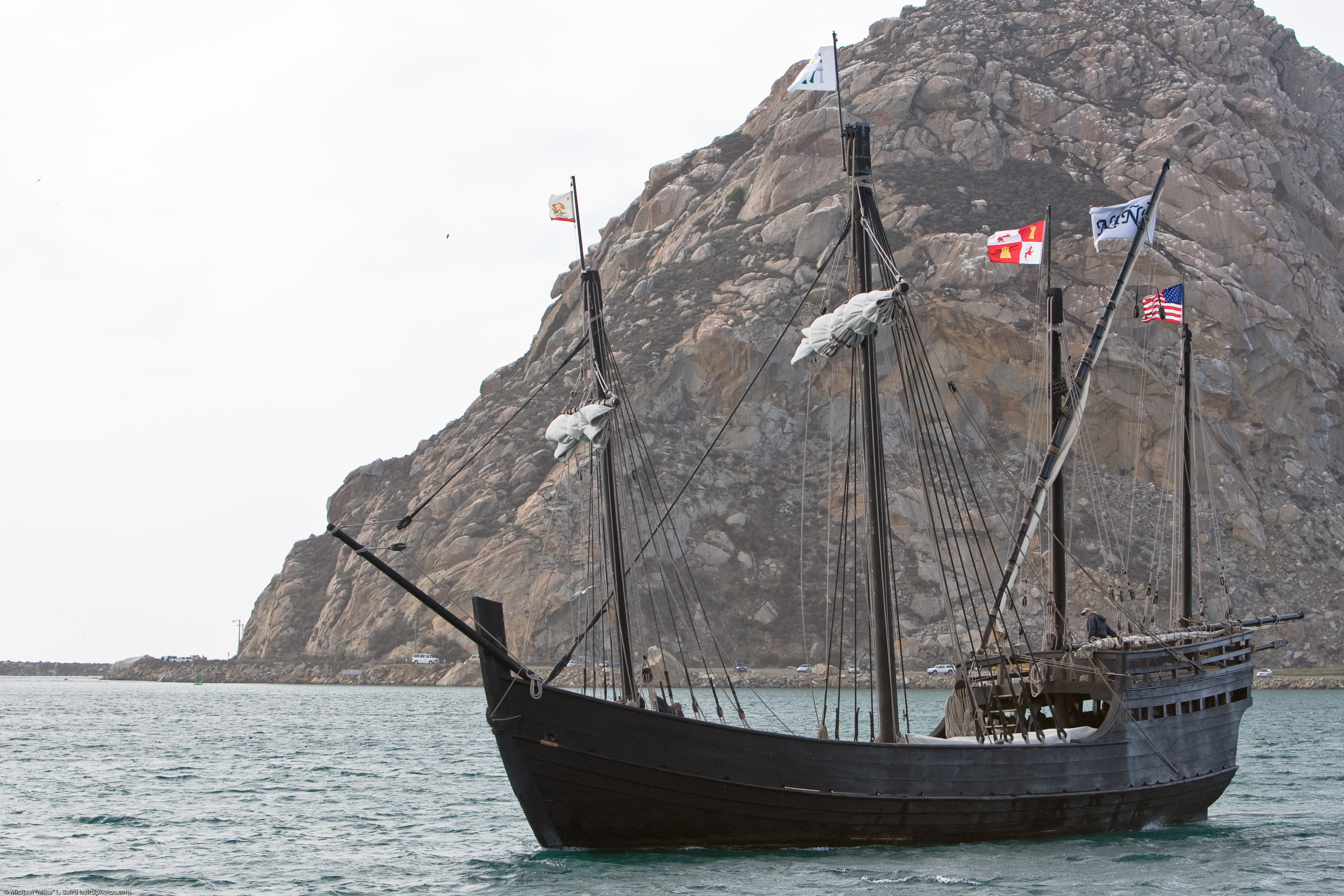
1991年美國人製造的尼尼亞號複製品，它在2020年被颶風薩莉在佛羅里達州彭萨科拉沖上海岸，擱淺至今

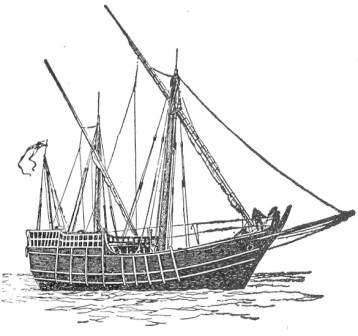
歷史上的尼尼亚號

尼尼亞號（西班牙語：La Niña，又译：拉妮娜号）是哥伦布首航美洲的舰队中的一条卡拉維爾帆船，并在聖瑪利亞號搁浅后成为哥伦布首航舰队的旗舰。它本来是挂三桅三角帆的，后来在到达大加那利岛后，为应付远航，改装成挂方帆。改装后它成为舰队中最灵活的帆船，它的帆装也成为后来西班牙横渡大西洋的轻快帆船中最受欢迎的一种帆装。「La Niña」在西班牙語裡意為“小女孩”，只是水手起的諢名，尼尼亚号的原名是圣克拉拉号（Santa Clara）。

## 吨位
哥伦布首航美洲舰队中有三条船，尼尼亚号是其中唯一一条没有载重纪录的。根据莫里森的研究，尼尼亚号的吨位大概是60吨，比一条轻快帆船的普通容量（55吨）重5吨。然而1492年的吨位只反映出船只所能乘载的葡萄酒桶数，并不是一个常数，而是一个可变数。尼尼亚号是轻快帆船应该毋庸置疑的，因为哥伦布于其《航海日志》中反复提到尼尼亚号为三桅轻快帆船（la carabela 或 las carabelas）。

## 尺寸
船只结构的传统比例大约是横梁：龙骨长度：船只长度=1:2:3。然而至今已无任何对尼尼亚号在这一方面的纪录留存。根据莫里森的推测，尼尼亚号的总长是70英尺，龙骨长50英尺，横梁长23英尺。